# Сборная Нидерландов по теннису в Кубке Дэвиса
Сборная Нидерландов в Кубке Дэвиса (нидерл. Nederland in de Davis Cup) — мужская национальная сборная Нидерландов, выступающая в Кубке Дэвиса, наиболее престижном теннисном турнире на уровне мужских сборных команд. Участвует в розыгрыше Кубка Дэвиса с 1920 года, лучший результат — финал в 2024 году.

## История
Сборная Нидерландов дебютировала в Кубке Дэвиса в 1920 году. В 1925 году нидерландской команде удалось дойти до финала Европейской зоны турнира претендентов, где она уступила сборной Франции, где в это время играли трое из четырёх «мушкетёров» — Рене Лакост, Жан Боротра и Жак Брюньон. Три года спустя нидерландцы добрались до полуфинала Европейской зоны, проиграв там чехословакам.
В послевоенные годы нидерландская команда долго оставалась за пределами группы сильнейших сборных мира, обыкновенно проигрывая уже в первом или втором круге Европейской зоны. В первой половине 80-х годов её игра улучшилась, но не достаточно для того, чтобы попасть в недавно созданную Мировую группу, где выступала теннисная элита. Ближе всего к выходу в Мировую группу нидерландцы были в 1981 году, когда в финале Европейской группы их остановила сборная СССР. Лишь в 1989 году состоялся первый в истории нидерландской команды выход в Мировую группу после победы в плей-офф над бывшей голландской колонией — Индонезией. Большую часть 90-х годов и первую половину следующего десятилетия нидерландцы провели в Мировой группе, лишь временами опускаясь снова в Европейско-африканскую. Их лучшим результатом в Мировой группе стал в 2001 году выход в полуфинал после побед над испанцами и немцами. Этот успех обеспечили команде Рамон Слёйтер, Шенг Схалкен, Ян Симеринк и Паул Хархёйс. Только в полуфинале они уступили будущим чемпионам — сборной Франции.
С 2007 года сборная Нидерландов выступала в основном в I Европейско-африканской группе, только трижды (по итогам 2008, 2013 и 2017 годов) сумев попасть в розыгрыш Мировой группы. За это время нидерландцы также трижды боролись за выживание в I Европейско-африканской группе — в 2007, 2010 и 2016 годах. В 2019 году, в новом формате розыгрыша, нидерландская команда опеспечила себе участие в финальном турнире в Испании, переиграв в начале года в квалификационном матче чехов.

## Статистика и рекорды

### Команда
Игрок сборной Нидерландов Михил Схаперс и советский теннисист Андрей Чесноков являются сообладателями рекорда Кубка Дэвиса по количеству геймов в сете в одиночном разряде — 46. Этот результат был показан в полуфинале Европейской группы в 1987 году; до этого такое же количество геймов было сыграно во втором сете матча Дейл Пауэр-Альваро Бетанкур в 1975 году.
- Первый год участия — 1920
- Сыграно сезонов — 96
  - Из них в Мировой группе — 4
- Лучший результат — финал (2024)
- Самая длинная серия побед — 5 (2021—2022, включая победы над командами Уругвая, Канады, Казахстана, Великобритании и США и выход в 1/4 финала Мировой группы)
- Самая крупная победа — 5:0 по играм, 15:0 по сетам, 90:27 по геймам ( Нидерланды —  Ирландия, 1966)
- Самый длинный матч — 17 часов 10 минут ( Украина —  Нидерланды 2:3, 2011)
  - Наибольшее количество геймов в матче — 233 ( Украина —  Нидерланды 2:3, 2011)
- Самая длинная игра — 4 часа 55 минут ( Шенг Схалкен —  Николя Эскюде 7-6(3), 6-7(4), 6-4, 6-7(4), 6-8, 2001)
  - Наибольшее количество геймов в игре — 71 ( М. Столяров/И. Тлочинский —  О. Копман/Ф. Хуган 6-3, 15-17, 6-3, 3-6, 5-7, 1932)
- Наибольшее количество геймов в сете — 46 ( Михил Схаперс —  Андрей Чесноков 22-24, 6-1, 2-6, 2-6, 1987).

### Игроки
- Наибольшее количество сезонов в сборной — 16 (Паул Хархёйс)
- Наибольшее количество матчей — 28 (Робин Хасе)
- Наибольшее количество игр — 67 (Робин Хасе, 42—25)
- Наибольшее количество побед — 43 (Хендрик Тиммер, 43—22)
  - В одиночном разряде — 32 (Хендрик Тиммер, 32—15; Робин Хасе, 32—15)
  - В парном разряде — 16 (Паул Хархёйс, 16—10)
  - В составе одной пары — 8 (Жан-Жюльен Ройер/Робин Хасе 8—5)
- Самый молодой игрок — 16 лет 357 дней (Эрик Вилбортс, 12 июня 1981)
- Самый возрастной игрок — 42 года 161 день (Жан-Жюльен Ройер, 2 февраля 2024)

## Состав в сезоне 2024 года
- Ботик ван де Зандсхюлп
- Таллон Грикспор
- Уэсли Колхоф
- Жан-Жюльен Ройер

Капитан: Паул Хархёйс

## Недавние игры

### 1/4 финала 2023
| Италия 2 | Palacio de Deportes José María Martín Carpena, Малага, Испания 23 ноября 2023 Хард(i) | Palacio de Deportes José María Martín Carpena, Малага, Испания 23 ноября 2023 Хард(i) | Нидерланды 1 |     |      |  |
| \| \| \| \| 1 \| 2 \| 3 \| \| \| - \| \| ------------------------------------------------------------ \| ----- \| --- \| ---- \| \| \| 1 \| \| Маттео Арнальди Ботик ван де Зандсхюлп \| 78 66 \| 3 6 \| 67 9 \| \| \| 2 \| \| Янник Синнер Таллон Грикспор \| 7 63 \| 6 1 \| \| \| \| 3 \| \| Янник Синнер / Лоренцо Сонего Таллон Грикспор / Уэсли Колхоф \| 6 3 \| 6 4 \| \| \| |                                                                                       |                                                                                       |              |     |      |  |
| |                                                                                       |                                                                                       | 1            | 2   | 3    |  |
| 1 | Италия · Нидерланды                                                                   | Маттео Арнальди Ботик ван де Зандсхюлп                                                | 78 66        | 3 6 | 67 9 |  |
| 2 | Италия · Нидерланды                                                                   | Янник Синнер Таллон Грикспор                                                          | 7 63         | 6 1 |      |  |
| 3 | Италия · Нидерланды                                                                   | Янник Синнер / Лоренцо Сонего Таллон Грикспор / Уэсли Колхоф                          | 6 3          | 6 4 |      |  |